# Владимир Зографски (ски скачач)
Вижте пояснителната страница за други личности с името Владимир Зографски.
Владимир Зографски, роден на 14 юли 1993 в Самоков е български състезател по ски скокове, син на бившия състезател и олимпиец Емил Зографски. Световен шампион за младежи за сезон 2010 – 2011. Най-доброто му класиране в състезание от Световната купа е 6-о място от голяма шанца в Рука, Финландия, на 24 ноември 2018 г., а на зимни олимпийски игри – 14-о в Пьончанг от нормална шанца.
Негов треньор е Миран Зупан.
Избран е за най-добър млад спортист на България за 2011 г.

## Кариера

### Континентална и Световна купа
Първият международен старт на Зографски е за континенталната купа през януари 2005. За контитенталната купа печели три втори и едно трето място. През декември 2008 участва за пръв път в състезание за световната купа в Праджелато и се класира на 43-то място.
В стартовете за Световната купа по ски скокове през сезон 2010/11 постига страхотни резултати, между които 16-о място в Оберстдорф и 19-о място в Гармиш-Партенкирхен.
През сезон 2011/12 заема осмото място на голяма шанца на състезанието в Лилехамер. През следващия сезон, 2012/13, заема десетото място на голяма шанца в Енгелберг, Швейцария.
През сезон 2018/19 завършва шести на състезанието в Рука, Финландия.

### Световни първенства
Участва на световни първенства по ски северни дисциплини за младежи от 2007 до 2011.
На Световното първенство по ски северни дисциплини в Либерец, Чехия, през февруари 2009 заема 43-то място на 100-метровата шанца.
През януари 2010 на Световното първенство по северни дисциплини за младежи в Хинтерцартен се класира на седмо място след като е трети в първия скок.
На Световното първенство за младежи в Отепаа, Естония през януари 2011 печели златен медал. По този начин става първият български ски-скачач постигал това.
На Световното първенство през 2011 в Осло заема 34-то място на 106-метровата шанца и 37-о на 134-метровата.

### Зимни универсиади
На Зимната Универсиада през 2015 печели златен медал на шанцата в Щръбске Плесо, Словения със сбор от 248.8 точки.

### Олимпийски игри
На игрите в Пьонгчанг 2018 в състезанието на малката шанца се класира 14-и, което е най-доброто класиране на българин на олимпийски игри. Предишното е на Владимир Брейчев – 19-и от игрите в Сараево 1984.

## Участия на зимни олимпийски игри
| Олимпийски игри            | Място     | Държава    | дисциплина     | класиране       |
| -------------------------- | --------- | ---------- | -------------- | --------------- |
| Зимни олимпийски игри 2014 | Сочи      | Русия      | Нормална шанца | 43-квалификация |
| Зимни олимпийски игри 2014 | Сочи      | Русия      | Голяма шанца   | 47-Първи кръг   |
| Зимни олимпийски игри 2018 | Пьонгчанг | Южна Корея | Нормална шанца | 14              |
| Зимни олимпийски игри 2018 | Пьонгчанг | Южна Корея | Голяма шанца   | 35              |
| Зимни олимпийски игри 2022 | Пекин     | Китай      | Нормална шанца | 22              |
| Зимни олимпийски игри 2022 | Пекин     | Китай      | Голяма шанца   |                 |